# Nicolás Bertolo
Nicolás Santiago Bertolo (ur. 2 stycznia 1986 w Córdobie) – argentyński piłkarz pochodzenia włoskiego występujący na pozycji skrzydłowego, zawodnik River Plate.

## Kariera klubowa
Bertolo pochodzi z miasta Córdoba i swoją karierę piłkarską rozpoczynał w tamtejszym zespole Instituto AC, jednak jeszcze jako junior przeszedł do Club Atlético Boca Juniors z siedzibą w stołecznym Buenos Aires. W argentyńskiej Primera División zadebiutował jako dwudziestolatek za kadencji szkoleniowca Ricardo Lavolpe, 1 października 2006 w wygranym 3:2 spotkaniu z Vélezem Sarsfield, zaś premierowego gola w najwyższej klasie rozgrywkowej strzelił 15 października tego samego roku w wygranej 3:1 konfrontacji z Newell’s Old Boys. Już w swoim debiutanckim sezonie, Apertura 2006, wywalczył z Boca tytuł wicemistrza Argentyny i sukces ten powtórzył również pół roku później, podczas wiosennych rozgrywek Clausura 2007. Ponadto w 2007 roku triumfował ze swoją ekipą w najbardziej prestiżowych rozgrywkach południowoamerykańskiego kontynentu, Copa Libertadores, a także dotarł do finału Klubowych Mistrzostw Świata. Mimo licznych osiągnięć pozostawał jednak wyłącznie głębokim rezerwowym drużyny.
Nie potrafiąc wywalczyć sobie miejsce w pierwszym składzie Boca, w lutym 2008 Bertolo udał się na półroczne wypożyczenie do urugwajskiego Club Nacional de Football. W drużynie z Montevideo pełnił rolę podstawowego gracza, lecz nie zdołał odnieść żadnego większego sukcesu. Bezpośrednio po powrocie do Boca przeszedł za sumę 320 tysięcy euro do Club Atlético Banfield, gdzie szybko został kluczowym zawodnikiem pierwszego składu, a dzięki udanym występom po upływie roku został graczem włoskiego US Palermo, które za jego transfer zapłaciło cztery miliony euro. W Serie A zadebiutował 23 sierpnia 2009 w wygranym 2:1 meczu z SSC Napoli, lecz na boiskach pojawiał się głównie jako rezerwowy, z powodu sporej konkurencji ze strony graczy takich jak Fabio Liverani, Antonio Nocerino i Giulio Migliaccio.
Latem 2010 Bertolo został wypożyczony na rok z opcją kupna do hiszpańskiego Realu Saragossa. W Primera División zadebiutował 29 sierpnia 2010 w zremisowanym 0:0 spotkaniu z Deportivo La Coruña, natomiast pierwszą bramkę strzelił 7 listopada tego samego roku w wygranej 3:2 konfrontacji z Mallorcą. Podczas swojego pobytu w Saragossie regularnie pojawiał się na ligowych boiskach w pierwszym składzie, lecz na koniec sezonu władze klubu nie zdecydowały się na transfer definitywny, wobec czego zawodnik powrócił do Palermo. Tam, 21 września 2011 w wygranym 3:2 meczu z Cagliari Calcio, zdobył swojego premierowego gola w lidze włoskiej, w której występował jeszcze przez półtora roku, nie odnosząc żadnych większych osiągnięć i walcząc głównie o utrzymanie w najwyższej klasie rozgrywkowej.
W styczniu 2013 Bertolo przeszedł do meksykańskiego klubu Cruz Azul z siedzibą w stołecznym mieście Meksyk. W Liga MX zadebiutował 20 stycznia 2013 w zremisowanym 1:1 meczu z Guadalajarą, natomiast po raz pierwszy wpisał się na listę strzelców 9 marca tego samego roku w konfrontacji z Jaguares, również zremisowanej 1:1. W sezonie Clausura 2013 wywalczył z Cruz Azul tytuł wicemistrza Meksyku, a także triumfował w rozgrywkach krajowego pucharu – Copa MX, lecz nie potrafił wywalczyć sobie pewnego miejsca w pierwszym składzie i nie spełnił całkowicie pokładanych w nim nadziei. Wskutek tego po upływie zaledwie sześciu miesięcy na zasadzie wypożyczenia powrócił do Club Atlético Banfield, występującego już w drugiej lidze argentyńskiej.
| Sezon     | Klub                       | Kraj      | Rozgrywki          | Mecze | Bramki |
| --------- | -------------------------- | --------- | ------------------ | ----- | ------ |
| 2006/2007 | Club Atlético Boca Juniors | Argentyna | Primera División   | 6     | 1      |
| 2007/2008 | Club Atlético Boca Juniors | Argentyna | Primera División   | 4     | 0      |
| 2007/2008 | Club Nacional de Football  | Urugwaj   | Primera División   | 15    | 4      |
| 2008/2009 | Club Atlético Banfield     | Argentyna | Primera División   | 35    | 8      |
| 2009/2010 | US Palermo                 | Włochy    | Serie A            | 21    | 0      |
| 2010/2011 | Real Saragossa             | Hiszpania | Primera División   | 36    | 5      |
| 2011/2012 | US Palermo                 | Włochy    | Serie A            | 28    | 3      |
| 2012/2013 | US Palermo                 | Włochy    | Serie A            | 7     | 0      |
| 2012/2013 | Cruz Azul                  | Meksyk    | Liga MX            | 15    | 2      |
| 2013/2014 | Club Atlético Banfield     | Argentyna | Primera B Nacional | 39    | 7      |

## Kariera reprezentacyjna
W seniorskiej reprezentacji Argentyny Bertolo zadebiutował za kadencji selekcjonera Sergio Batisty, 1 czerwca 2011 w przegranym 1:4 meczu towarzyskim z Nigerią.